# 鹤洞东站
鹤洞东站是广州地铁11號線的车站，位於中国广东省广州市荔湾区芳村大道南荔信一街口的地底，在2024年12月28日启用。

## 車站結構

### 車站樓層
鶴洞東站设有三層。地面为芳村大道南、荔勤北路、荔信一街、鶴洞立交、廣鋼新城及其它建筑；地下一层为站厅，其下方为来往站厅和C、D出入口的夹层；地下二層為来往站厅及广州11號綫月台转换层；地下三層為广州11號綫月台。另外在地下二层預留部分站台結構供未来佛山11號線使用。
| 地下一层 | 站廳                    | 售票機、客服中心、商店、警务室、安检设施               |  |  |
| 夹层     | 转换层 （C、D出入口）   | 来往站厅和C、D出入口 安检设施                          |  |  |
| 地下二层 | 緩衝平台 （廣州11號線） | 来往站廳和 █广州11号线 站台（中部及北端扶梯） 車站設備 |  |  |
|          |                         | 預留 █佛山11号线                                       |  |  |
|          | 預留島式站台部分結構    |                                                        |  |  |
|          |                         | 預留 █佛山11号线                                       |  |  |
| 地下三层 | 2 站台                  | █广州11号线 内环方向（下站：沙涌）                     |  |  |
|          | 岛式站台                |                                                        |  |  |
|          | 1 站台                  | █广州11号线 外环方向（下站：棣园）                     |  |  |

### 站厅

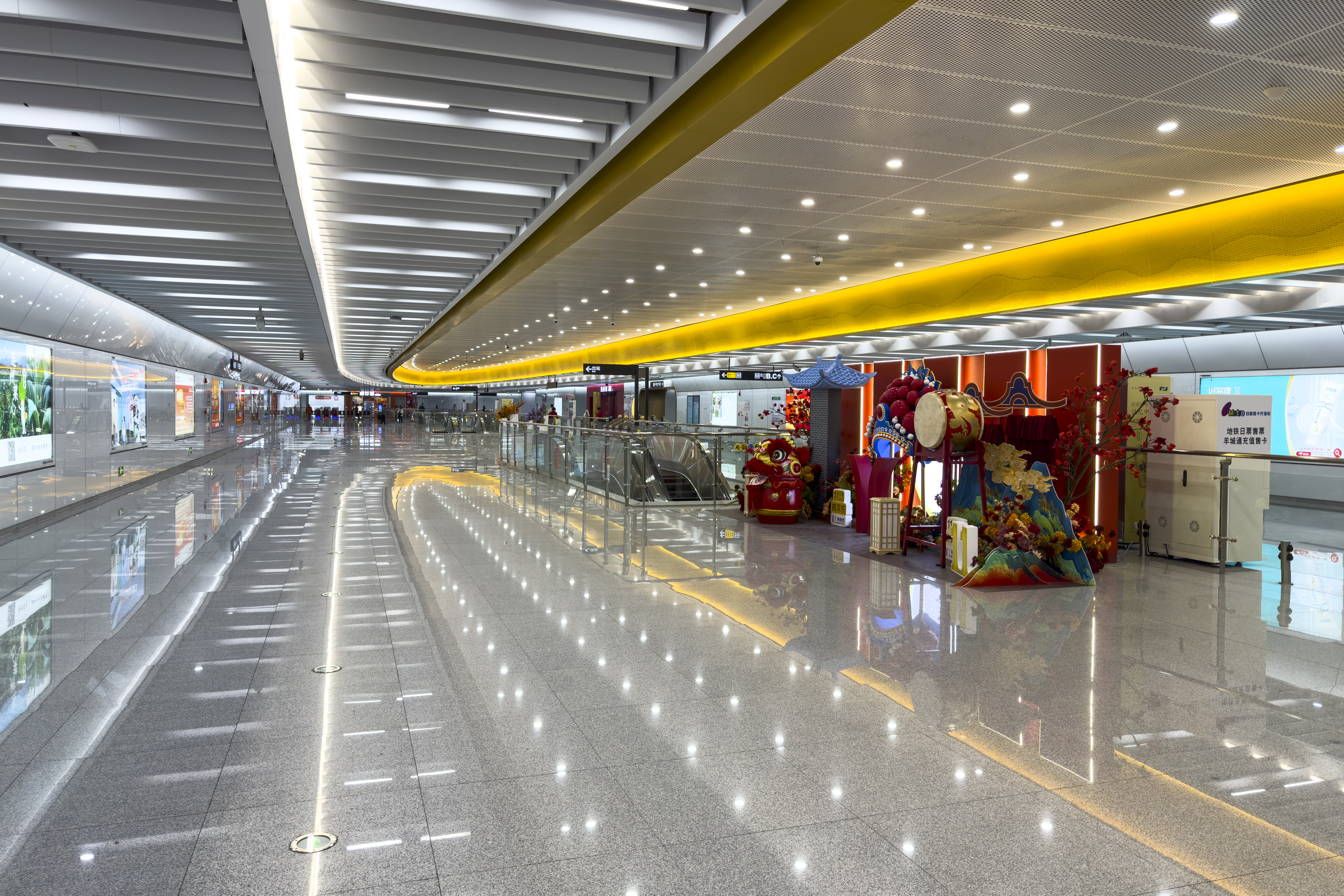
站厅

鹤洞东站站厅設有自动售票機及智能客務中心。亦在非付费区设有便利店等商店。
为方便行人进出，目前鹤洞东站站厅东侧被划为收费区，其中收费区内以北的两组各2条扶手电梯分别连接独立空间的转换层，两个转换层则各自设有2条扶手电梯连接至广州11号线站台，而收费区以南的两组各2条扶手电梯则直连至广州11号线月台层，此外在站厅中部设有一台直连站台的专用电梯以及楼梯。

### 月台

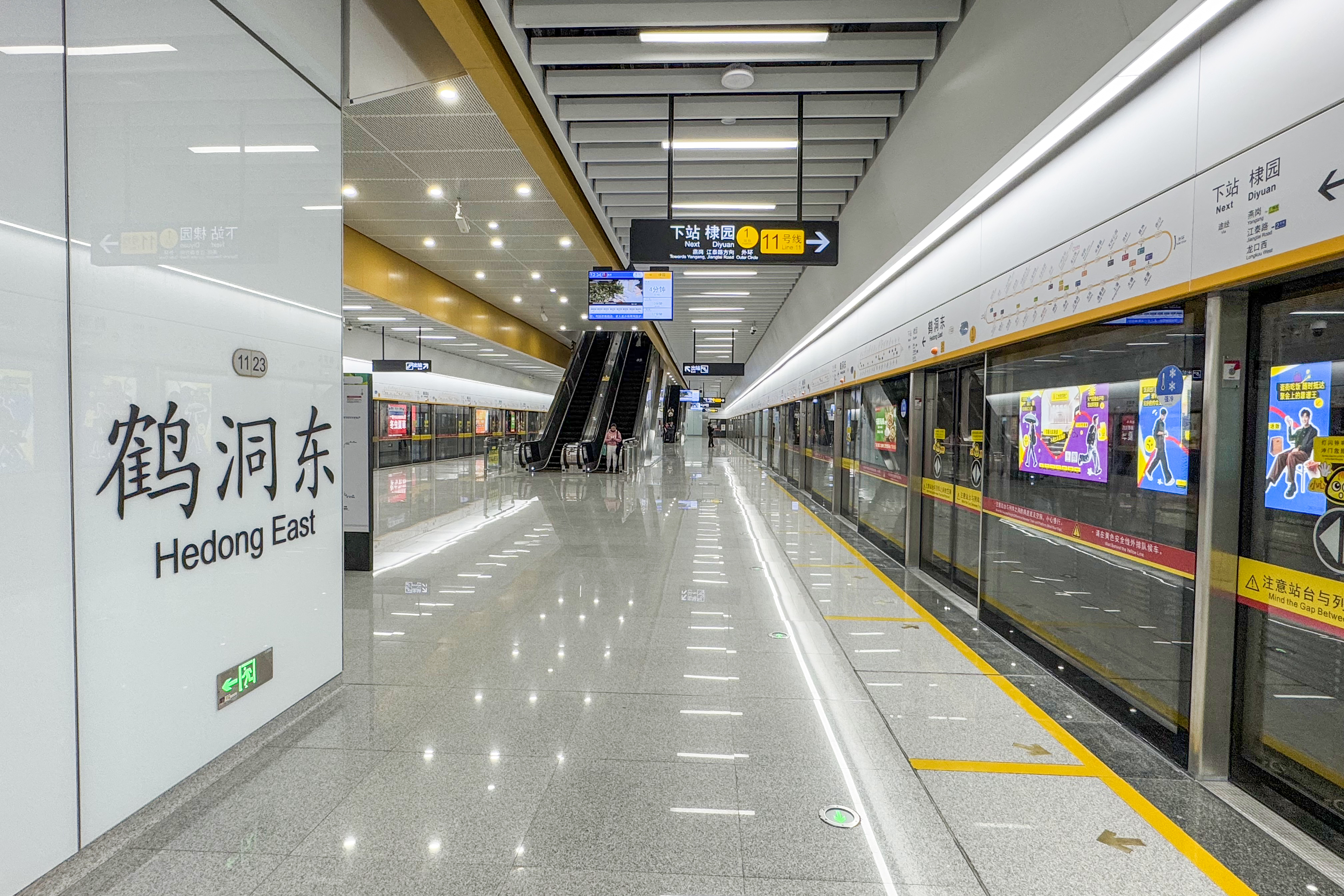
1号站台（11号线外环方向）

本站广州11号线设有一个岛式月台，位于芳村大道南的地底；同时本站亦预留一個島式月台供规划中的佛山地铁11号线使用，位于广钢中央公园靠近荔信一街的地底。两线站台大致呈一個水平翻转「L」字型，其中广州11号线站台在下层，预留站台在上层。
本站的洗手间及母婴室设于广州11号线站台往沙涌方向的一端。
另外，本站广州11号线站台往沙涌方向的一端设有一条单渡线。

### 出入口
鹤洞东站设有4个出入口供乘客进出，均配备扶手电梯，其中B出入口另设有专用电梯。
|                                           |                                                       |      |            |                                                                |
| 编号                                      | 设施                                                  | 照片 | 出口指示   | 建议前往的目的地                                               |
| A                                         | 扶手电梯标志                                          |      | 芳村大道南 | 荔勤北路、荔信一街、崇文一路、崇文二路、鹤洞东公交车站（南行） |
| B                                         | 盲道标志 · 升降机标志 · 无障碍通道标志 · 扶手电梯标志 |      | 荔信一街   | 芳村大道南、崇文二路、荔信二街、荔信三街、广船公交车站（南行） |
| C                                         | 扶手电梯标志                                          |      | 芳村大道南 | 广船公交车站（北行）                                           |
| D                                         | 盲道标志 · 扶手电梯标志                               |      | 芳村大道南 | 广船滨江公园、中信泰富·广州滨江上都、鹤洞东公交车站（北行）    |
| 註： 設有 \| 設有 \| 設有 \| 設有扶手電梯 |                                                       |      |            |                                                                |

## 接驳交通
鹤洞东站旁设有广船和鹤洞东公交车站。
| 编号 | 编号  | 线路               | 线路 | 线路                   | 收费  | 备注 |
| ---- | ----- | ------------------ | ---- | ---------------------- | ----- | ---- |
|      | 52    | 南漖（立白科技园） | ⇆    | 广州火车站（草暖公园） | 3元   |      |
|      | 64    | 广卫路             | ⇆    | 东沙工业园             | 2元   |      |
|      | 广277 | （广州）西塱社区   | ⇆    | （佛山）沙面新城       | 2元   |      |
|      | 417   | 鹤洞               | ↺    | 沙洛村                 | 2元   |      |
|      | 445   | 东沙（健康港）     | ↺    | 西塱（观赏鱼博览中心） | 2元   |      |
|      | 769   | 坑口地铁站         | ⇆    | 地铁南浦站             | 2–3元 |      |
|      | 995   | 太古仓路           | ↺    | 广州圆                 | 2元   |      |

| 编号 | 编号  | 线路                         | 线路 | 线路                   | 收费  | 备注          |
| ---- | ----- | ---------------------------- | ---- | ---------------------- | ----- | ------------- |
|      | 52    | 南漖（立白科技园）           | ⇆    | 广州火车站（草暖公园） | 3元   |               |
|      | 64    | 广卫路                       | ⇆    | 东沙工业园             | 2元   |               |
|      | 79    | 洛溪新城（五湖四海渔人码头） | ⇆    | 东沙（健康港）         | 2元   |               |
|      | 121   | 珠江帝景苑                   | ⇆    | 西塱社区               | 2元   |               |
|      | 广277 | （广州）西塱社区             | ⇆    | （佛山）沙面新城       | 2元   |               |
|      | 312   | 祈福新邨                     | ⇆    | 滘口客运站             | 3–4元 |               |
|      | 417   | 鹤洞                         | ↺    | 沙洛村                 | 2元   |               |
|      | 445   | 东沙（健康港）               | ↺    | 西塱（观赏鱼博览中心） | 2元   |               |
|      | 769   | 坑口地铁站                   | ⇆    | 地铁南浦站             | 2–3元 |               |
|      | 995   | 太古仓路                     | ↺    | 广州圆                 | 2元   |               |
|      | 夜42  | 珠江帝景苑                   | ⇆    | 金宇花园               | 3元   | 121路附属线路 |
|      | 夜79  | 广州南站                     | ⇆    | 广州火车站（草暖公园） | 4–5元 | 312路附属线路 |

## 歷史
本站最初出现于2009年的11号线“特大環線”方案，时名鹤洞大桥站。该方案随后获得采纳，本站后以鹤洞东站名义开始建设。
本站于2016年9月28日正式動工建設，为广州11号线首个动工工点。2020年10月24日，车站主体结构封顶。
2024年7月初，本站完成“三权”移交。12月28日，车站随11号线开通而启用。

## 未來發展

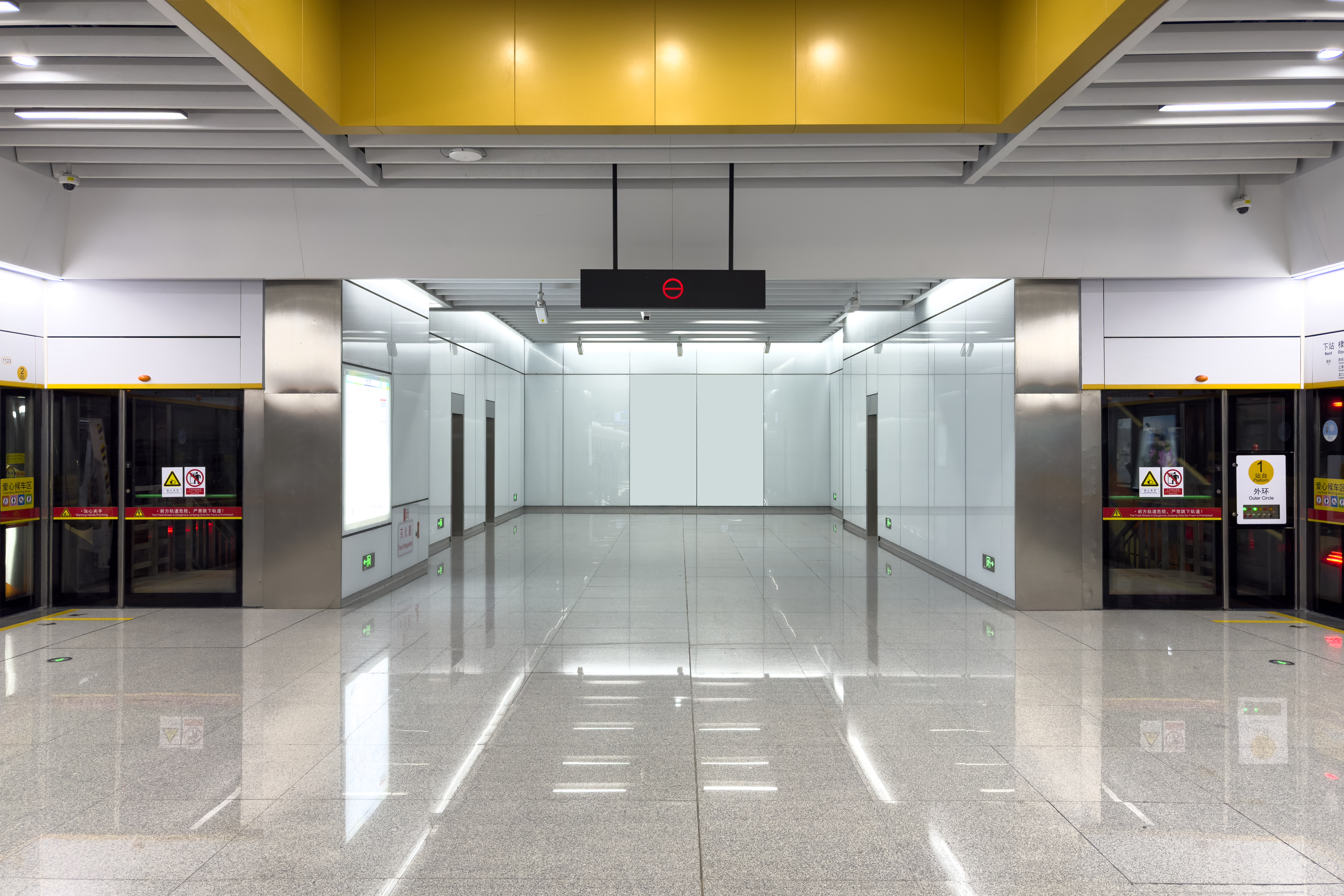
广州11号线站台层预留的佛山11号线换乘节点

佛山地铁11号线將以鶴洞東站為終點站，通過在本站接入廣州11號線，实现聯通廣州地鐵線網。佛山地鐵11號線已在2016年列入佛山市城市轨道交通第二期建設規劃（2021至2026年）方案當中，並於2021年1月7日獲批，但截至目前仍未动工。
广州11号线在建设时已经在地下二层预留岛式站台的部分结构，同时亦在广州11号线站台南端和站厅西南端預留換乘節點，待佛山11号线车站主体部分续建完成和开通后，车站换乘节点以及佛山11号线站厅和站台将会启用，乘客可在本站换乘两线。
未來车站结构
| 地下一层 | 站廳                    | 售票機、客服中心、商店、警务室、安检设施               |  |  |
|          | 夹层 （C、D出入口）     | 来往站厅和C、D出入口 安检设施                          |  |  |
| 地下二层 | 緩衝平台 （廣州11號線） | 来往站廳和 █广州11号线 站台（中部及北端扶梯） 車站設備 |  |  |
|          | 4 站台                  | █佛山11号线 细滘方向 （下站：广钢公园）                |  |  |
|          | 島式站台                |                                                        |  |  |
|          | 3 站台                  | █佛山11号线 終點站台                                   |  |  |
|          | 換乘平台                | 來往 █广州11号线、█佛山11号线 两線站台                 |  |  |
| 地下三层 | 2 站台                  | █广州11号线 内环方向（下站：沙涌）                     |  |  |
|          | 岛式站台                |                                                        |  |  |
|          | 1 站台                  | █广州11号线 外环方向（下站：棣园）                     |  |  |